# Sint Ignatiusziekenhuis

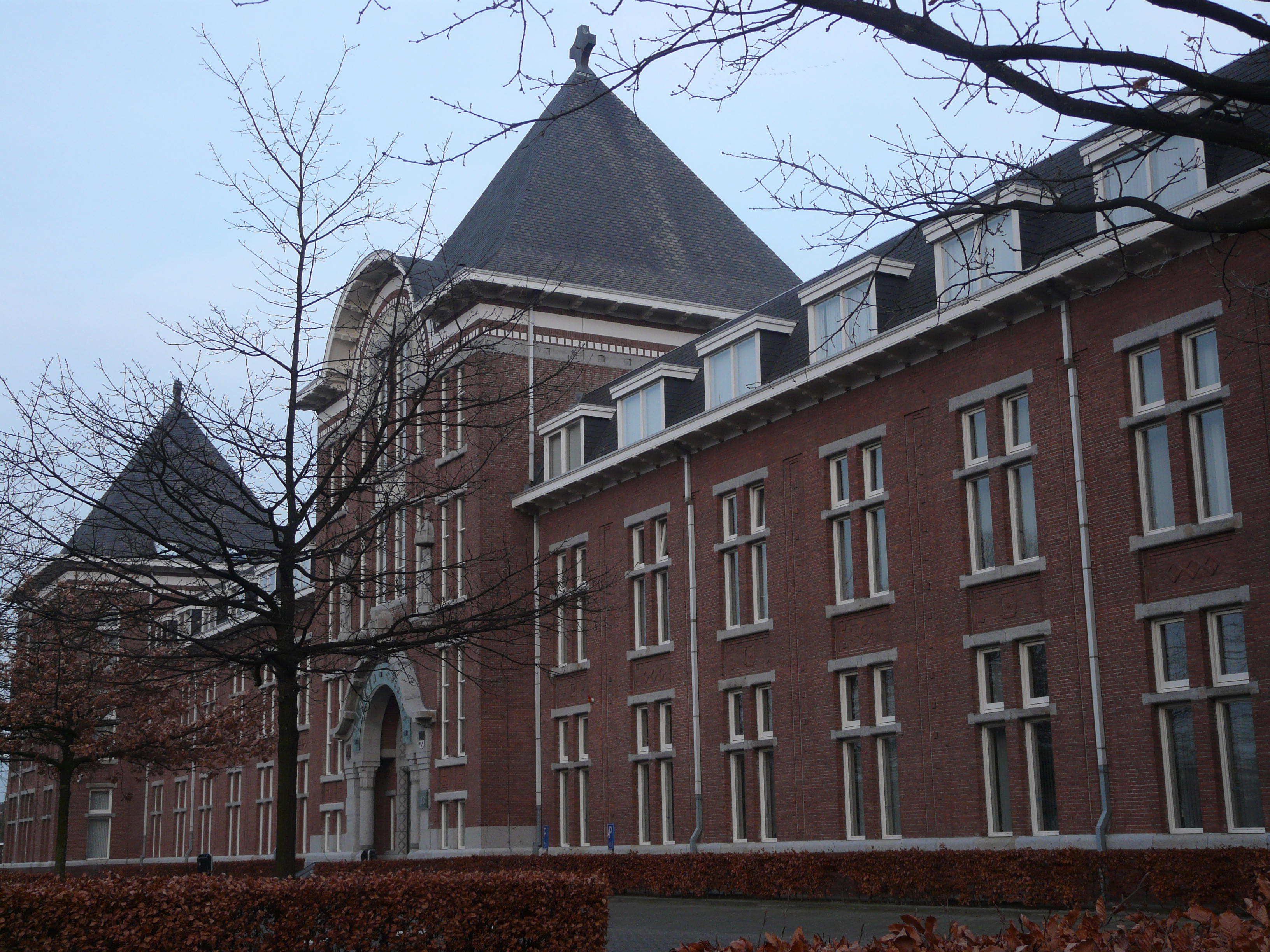
Voormalig St.Ignatius ziekenhuis

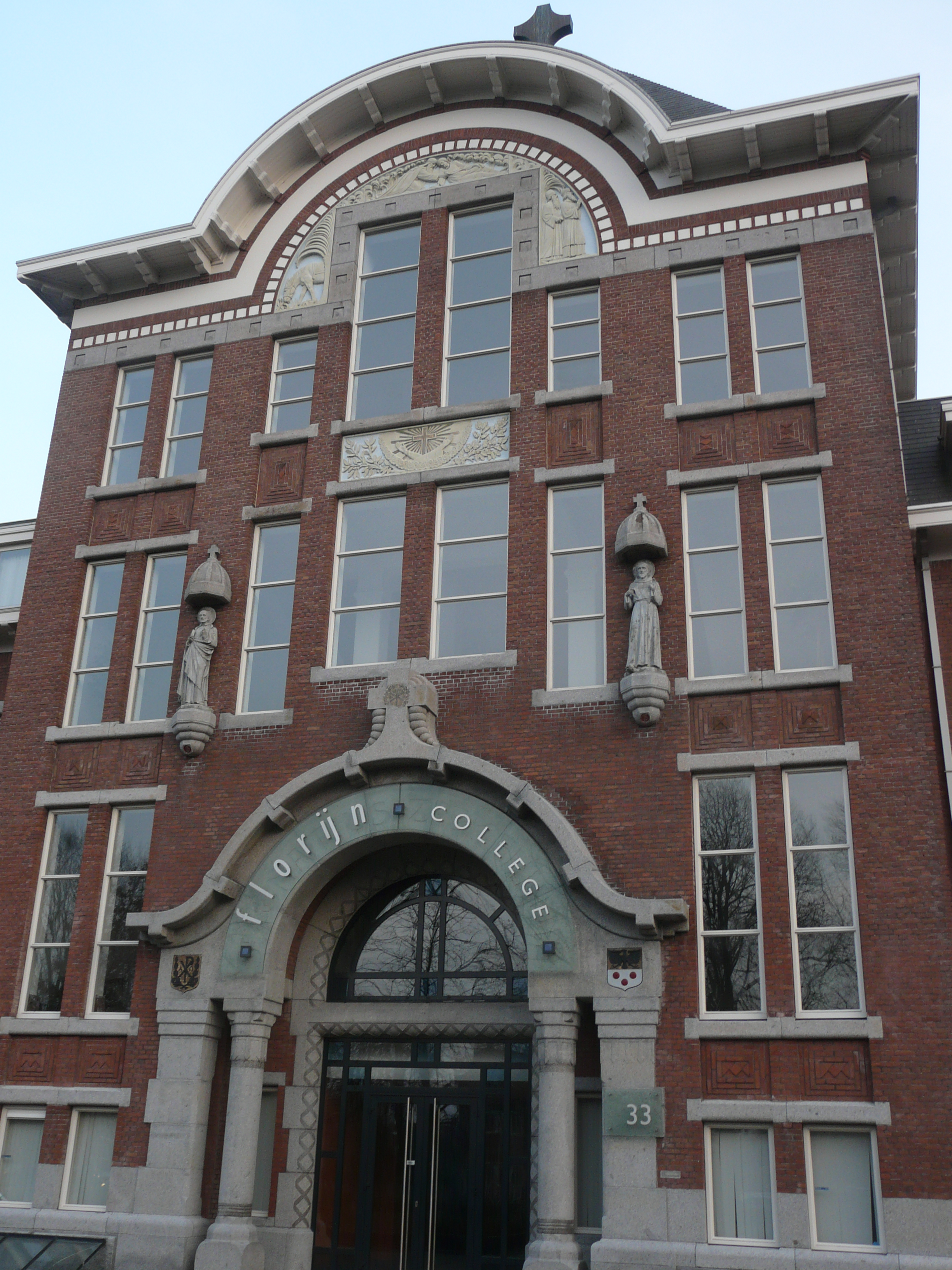
Middenpaviljoen en ingang

Het Sint Ignatiusziekenhuis is een voormalig ziekenhuis in de Nederlandse stad Breda.
Het is een monumentaal gebouw gelegen aan de Wilhelminasingel, tegenover de Koepelgevangenis. Het is gebouwd in 1920-1922 naar een ontwerp van J.W. Oomen voor de Bredase congregatie van franciscanessen 'Alles voor allen'. Drie paviljoens die door lagere vleugels zijn verbonden vormden het hoofdgebouw. Het middenpaviljoen kenmerkt zich door neobarokke stijlelementen.

## Geschiedenis
Het nieuwe ziekenhuis aan de Wilhelminasingel begon in 1922 met 225 bedden, operatiekamers, een röntgenkamer, laboratorium en kraamafdeling. De zusters hadden een eigen kapel en er was een wasserij, een bakkerij en een grote moestuin bij het gebouw. Na een grote uitbreiding waren er in 1940 vierhonderd bedden. Later liep dat op tot zeshonderd. Omdat het gebouw steeds minder aan het doel beantwoordde, werd er aan de Molengracht een nieuw ziekenhuis gebouwd dat in 1991 klaar was. In 2001 vormde het na fusie met het Baronie Ziekenhuis in Breda en Pasteurziekenhuis in het nabijgelegen Oosterhout het regionale Amphia Ziekenhuis.
Na de sluiting van het ziekenhuis in 1991 bleef het hoofdgebouw intact. Het complex werd in gebruik genomen door een ROC-opleiding, het Florijn College. Veel werd vervangen door nieuwbouw, maar de voorbouw aan de Wilhelminasingel bleef bewaard.